# Macaduma indistincta
Macaduma indistincta là một loài bướm đêm thuộc phân họ Arctiinae, họ Erebidae.